# Озкан, Саадет
Саадет Озкан (род. 1978) — турецкая активистка, борец за права детей и против насилия над ними. Будучи учительницей в начальных классах, узнала, что её ученики подверглись сексуальному насилию со стороны директора школы. Несмотря на оказываемое на неё давление, ей удалось до конца довести расследование этих преступлении. Является лауреатом Международной премии «Женщины за отвагу».